# Borgonyó
|  | Per a altres significats, vegeu «Borgonyó (desambiguació)». |

El borgonyó és una llengua romànica parlada a la regió francesa de la Borgonya. S'anomena sovint amb noms com "patois", "morvandià", "brionès", "maconès", "nivernès", "brassè" o "dijonès" entre molts altres, que són sens dubte denominacions locals de la mateixa llengua. Els lingüistes l'anomenem borgonyó perquè és el territori que engloba tota la llengua. Se l'ha classificada dins el grup occidental i el subgrup de les llengües d'oïl. Se li estimen entre dos mil i cinquanta mil parlants.

## Geografia
Es parla a la Borgonya. Les zones de més vitalitat actualment són Chalon-sur-Saône, Le Creusot, Autun, Auxerre, Langres i el Morvan.

## Història
El primer a estudiar-lo va ser Eugène de Chambure, que va publicar el 1878 Glossari del Morvan.
Jean-Marie Meunier (1862-1929) era un lingüista natural de Chaulgnes, on es parla el borgonyó. Va realitzar nombrosos estudis sobre la llengua, sobretot en l'àmbit de la fonètica. Algunes de les seves obres fonamentals per a l'estudi del borgonyó són Els parlars nivernesos estudiats al fonòmetre (1890), Evolució dels parlars del Nivernès (1897) i Origen i història dels parlars del Nivernès (1898).
Segons Bernard Cerquiglini i el seu equip de lingüistes, la dissolució de la llengua amb el francès és actualment una amenaça important, vegeu el que ha esdevingut amb el xampanyès. Asseguren que el borgonyó que es parla ara no és, ni de bon tros, el borgonyó de principis del segle xx, ja que actualment està força modificat per factors externs i se està apropant cada cop més al francès. Per a pal·liar els efectes d'aquest procés se n'hauria de potenciar l'ensenyament.

## Sociolingüística
Com totes les llengües de França diferents al francès, el borgonyó ha restat prohibida des del 1700 al 2008, decret abolit amb la reforma de la constitució francesa. Ha viscut durant molts anys discriminada, ridiculitzada i en situació de diglòssia. Durant els segles xix i xx els nens eren castigats per parlar borgonyó a l'escola. Tot i que cada cop més es va abandonant, encara existeix el tòpic que és la parla de la gent inculta i rural.

## Literatura
La cançó ha estat el gènere per excel·lència de la literatura borgonyona des de l'edat mitjana fins a l'edat contemporània. Fonamentalment es transmetien oralment i algunes s'escrivien. El primer text publicat va ser una traducció de la butlla Ineffabilis Deus (1849) realitzada per Jacques-François Baudiau i per Lereuil. Achille Millien va anar pels pobles recollint les cançons populars i és gràcies a ell que moltes d'elles ens han arribat.
Del segle xx destaquen els escriptors Louis de Courmont, Émile Blin i Marinette Janvier. H. Berthaut és l'autor de Contes, faules et laijandes en bregognon (Contes, faules i llegendes en borgonyó). Però, sens dubte, el que ha arribat a la màxima qualitat literària en borgonyó és Alfred Guillaume. És l'autor de L'âme du Morvan (l'ànima del Morvan), una novel·la que se segueix llegint i editant, tot i que no s'aposta gairebé gens per les publicacions en borgonyó. Gérard Taverdet està realitzant les traduccions de Tintin al borgonyó. La de Les joies de la Castafiore es va publicar el 2008.

### Autors
- Jacques-François Baudiau
- H. Berthaut
- Georges Blanchard
- Émile Blin
- Jean Luc Debard
- Louis de Courmont
- Lucien Gauthé
- Borne de Gouvault
- Bernard de La Monnoye
- Laurent Desmarquet
- Jacques du Loup
- Alfred Guillaume
- Rémi Guilleaumeau
- Marinette Janvier
- Pierre Léger
- Lereuil
- Guillaume Lombard
- Achille Millien
- Nanou Pichon
- Aimé Piron

### Obres literàries
- (1701) Noëls bregognons (Nadales borgonyones)
- (1701) Lai joye dijonnaise (La joia dijonesa)
- (1706) Lé festin des eta (El banquet dels estats)
- (1787) Lé mitan du gatiau
- Branle du diable
- Histouaies de chez nous, contes et récits du Pays Bregognon (Històries de casa nostra, contes i relats del País Borgonyó)
- L'âme du Morvan (L'ànima del Morvan)
- (1978) Des histouaies du canton d'Ved'la (Històries del cantó de Ved'la)
- (1984) Vaicances ai Yocotai (Vacances al Yocotai)
- Zoizeau Flash
- Ai traivars lai Pleshie (A través del plaer)

## Normativització
No té cap normativa generalment acceptada. La tradició escrita en va fixant les convencions.

## El borgonyó a la xarxa
Bàsicament hi podem trobar treballs lingüístics, però no es redacten en aquest idioma. Encara no s'ha començat la Viquipèdia en borgonyó. Alguns portals en borgonyó:
- Cadole

## Ensenyament
No és present a cap escola pública ni privada. Durant els darrers anys del segle xx se'n feia un curs a la Universitat de Dijon, però es va eliminar de la graella.

## Característiques

### Fonètica
La síl·laba tònica sempre és la darrera.

#### Vocals
En l'evolució del llatí al borgonyó les vocals temàtiques desapareixen. Així, són freqüents els noms acabats en consonant i els verbs, en canvi, solen a acabar en vocal.
Les t i moltes altres consonants que apareixen escrites al final de la paraula no es pronuncien. Quan en un cas puntual una paraula acaba en consonant, se li afegeix una e per a indicar que aquesta consonant s'ha de pronunciar. De tota manera, les e finals només es pronuncien si van accentuades.

| A  | representa el so [a], vocal central baixa. Com en català mà |
| AI | representa el so de la e oberta [ɛ], una vocal anterior semi baixa. Com en català set |
| È  | també representa el so de la e oberta |
| EU | representa el so [ø], una vocal anterior semi alta arrodonida. Es pronuncia com una e tancada amb els llavis arrodonits com si féssim una u. Existeix en romanès i en francès a la paraula bleu (blau) |
| OU | representa el so [u], vocal posterior alta arrodonida. Com en català suc |

El vocalisme de certs mots canvia en funció del lloc que ocupin a la frase. Per exemple, la preposició "amb", que es diu èveu [ɛ'vø], esdevé èvèou [ɛ'vɛw] al final de la frase.

##### Evolució de les vocals
Les a breus [a] del llatí evolucionen a [ɛ]. Així, llet, que en llatí és lac ['lak], en borgonyó es diu lai ['lɛ], les e d'aquest grup s'escriuen ai: jaima [dʒɛ'ma] (mai), voyaige [vwa'jɛdʒ] (viatge), airaigne [a'ʀɛɲ] (aranya). En català en general són [a] o [ə], però també poden ser [e].
Les e breus [e] del llatí evolucionen a [ja], diftong de i i a. Així "terra", que en llatí és terra ['tera], passa a tiarre ['tjaʀ]. En català coincideix amb la e oberta, que en posició àtona és neutra a la zona oriental.
Les o breus [o] del llatí esdevenen [u]. Així, porta, que en llatí és porta ['poɾta], passa a pourte ['puʀt]: oume (home), coute (costa), poume (poma). En català coincideix amb la o oberta i en algun cas amb la tancada.
Les u llargues [u:] del llatí devenen [ø], representada amb la grafia eu en borgonyó. Així, el nombre u, unus [u:nus], passa a eune ['øn]. En català coincideix amb la u: foteugne (fortuna).

#### Consonants
| CH | es pronuncia africada alveolar sorda [tʃ]. Com en català cotxe |
| G  | es pronuncia africada alveolar sorda [dʒ]. Com en català formatge |
| GN | es pronuncia nasal palatal [ɲ]. Com en català bany |
| J  | es pronuncia africada alveolar sorda [dʃ]. Com en català formatge |
| L  | es pronuncia lateral alveolar clara. En català les eles són fosques. Això significa que la llengua mira cap a dintre la boca. Però en borgonyó són clares i es fan amb la llengua apuntant cap enfora. Com en castellà luna. La doble ela es pronuncia com una ela seguida d'una altra |
| R  | és pronuncia fent vibrar l'úvula [ʀ], com en francès |

##### Evolució de les consonants
En molts casos, on en català hi ha una [ʒ] o [d] en borgonyó hi ha una [z]: froumèze [fʀu'mɛz] (formatge). Un dels casos més destacables és quan en llatí hi ha una i semiconsonàntica [j], com iugum ['jugum] > zou ['zu] (jou)
Moltes [k] inicials són [tʃ], com cantare [kanta:ɾe] > chanti [tʃã'ti] (cantar): chevau (cavall), chevaude (euga).
Les paraules que en llatí acaben en al o all més terminació i en català en al o all, prenen la forma au. Com hospitalis [hospi'ta:lis] > hopitau (hospital): chevau (cavall), chevaude (euga), mau (mal).
Les paraules llatines acabades en cca [kka] passen a s [s], com rocca ['ɾokka] > rès ['ʀɛs] (roca): vès (vaca)
Algunes llengües gal·loromàniques han desenvolupat una d epentètica en paraules com divendres. Llatí dies Veneris > català divendres, francès vendredi, occità (parcialment) diuendres però també divés. En borgonyó no s'ha produït aquest canvi: venredi (divendres).

### Gramàtica
L'ordre habitual de les paraules a la frase és el subjecte, després el verb i llavors l'objecte. Per això diem que és de tipologia SVO.

#### Verbs
Els verbs es conjuguen i prenen formes diferents. Alguns verbs són regulars i es conjuguen afegint una terminació a l'arrel, d'altres són irregulars i tenen formes pròpies.
No hi ha desinències personals, la persona (jo, tu, ell...) s'indica amb el pronom anteposat al verb: je seu (sóc). Tot i així, en el mode indicatiu sí que varia amb el nombre i cada temps té dues formes: una per les tres persones del singular i l'altra per les del plural. Hi ha temps simples (infinitiu, participi, present, imperatiu i subjuntiu) i temps compostos (passat i futur). Per exemple, l'infinitiu del verb ser és ète ['ɛt] i forma el present canviant de forma a seu i afegint el pronom abans del verb je seu (sóc). El passat i el futur són analítics, això vol dir que combinen dos elements. El verb ète fa d'auxiliar.

## Vocabulari

### Salutacions
- bonjor !
- salutâs !

### Colors
|                          |                      |                       |                           |                            |                          |                     |  |  |  |
| ruge (féminin identique) | vord (féminin vorde) | bleu (féminin bleuve) | jaune (féminin identique) | vioulôt (féminin vioulôte) | blanc (féminin blainche) | noi (féminin noire) |  |  |  |
|                          |                      |                       |                           |                            |                          |                     |  |  |  |

### Les fruites
|        |          |                  |       |          |                |           |           |        |       |        |
| poîche | aibricôt | nôfle dou Jaipon | razin | cerisôte | cerisôte noire | myrteille | framboize | fraize | figue | meulon |

|       |       |         |          |              |              |              |        |       |       |                      |               |
| poume | poire | preugne | bainaine | pamplemousse | clémanteigne | mandaireigne | citron | calôt | calin | chaîtaingne • mauron | calôt de coco |

### Vardùra
|           |          |           |         |         |            |                     |       |        |                   |           |         |             |        |          |
| autichaut | aisparge | béteraive | brocôli | cairôte | cho-flieur | faiviau / faiviaule | faive | fenoil | sailaide • laitue | cornichôt | ceuleri | pois chiche | ougnon | aivoigne |

|           |            |                 |      |          |             |         |        |          |               |          |           |                  |
| bazelicle | champignôt | fourmant • blai | maïs | nantille | aubargeigne | meillôt | laurei | toumaite | gosse de pois | grougnôt | épinoiche | côrge / corgeôte |

|      |       |         |         |        |        |        |       |        |                   |                |           |     |
| ôrge | parsi | treuffe | poivrôt | pimant | poireâ | andive | raive | raidis | citroille / côrge | ourtige / otie | treuffôte | cho |